# Última Cena (Grão Vasco)
Última Cena es una tríptico pintura de Grão Vasco (Vasco Fernandes), realizada en 1535.   

## Descripción
La pintura es un tríptico con unas dimensiones de 151 x 201.5 centímetros. Es en la colección del Museo Grão Vasco, en Viseu, Portugal.

## Análisis
Esta pintura muestra la institución de la Sagrada Eucaristía.

## Europeana 280
En abril de 2016, la pintura Última Cena fue seleccionada como una de las diez más grandes obras artísticas de Portugal por el proyecto Europeana.